# اچ‌ام‌سی‌اس رنار (اس۱۳)
اچ‌ام‌سی‌اس رنار (اس۱۳) (به انگلیسی: HMCS Renard (S13)) یک کشتی بود که طول آن ۲۲۵ فوت (۶۹ متر) بود. این کشتی در سال ۱۹۱۶ ساخته شد.